# Rodrigão
Rodrigo de Souza Prado, bekannt als Rodrigão, (* 11. September 1995 in Brasília) ist ein brasilianischer Fußballspieler.

## Karriere
Rodrigão begann seine Karriere bei Atlético Mineiro. Zur Saison 2016 wurde er an den Viertligisten AA Caldense verliehen. Für Caldense kam er zu einem Einsatz in der Série D. Im August 2016 wurde er an den Coimbra EC weiterverliehen. Mit dem Klub trat er in der zweiten Liga der Staatsmeisterschaft von Minas Gerais an. Zur Saison 2017 kehrte er zu Mineiro zurück. Dort debütierte er im Juni 2017 für die Profis in der Série A, als er am fünften Spieltag jener Saison gegen den Avaí FC in der Halbzeitpause für Gabriel eingewechselt wurde. Bis Saisonende kam er zu drei Einsätzen in der höchsten brasilianischen Spielklasse.
Im Juni 2018 wurde Rodrigão an den Zweitligisten Boa EC verliehen. Für Boa kam er bis zum Ende der Saison 2018 zu 13 Einsätzen in der Série B. Zur Saison 2019 folgte die vierte Leihe, diesmal an die Associação Ferroviária de Esportes. Für Ferroviária spielte er neunmal in der Staatsmeisterschaft von São Paulo. Im April 2019 kehrte er wieder nach Belo Horizonte zurück.
Im Juli 2019 verließ er Mineiro schließlich endgültig und wechselte nach Portugal zum Gil Vicente FC. In seiner ersten Spielzeit in Portugal kam der Innenverteidiger zu 17 Einsätzen in der Primeira Liga, in denen er zwei Tore erzielte. In der Saison 2020/21 absolvierte er 30 Partien in der höchsten portugiesischen Spielklasse. Zur Saison 2021/22 wechselte er nach Russland zum FK Sotschi. Für Sotschi kam er zu 26 Einsätzen in der Premjer-Liga und wurde mit dem Team Vizemeister.
Zur Saison 2022/23 wechselte der Brasilianer dann innerhalb der Liga zum amtierenden Meister Zenit St. Petersburg.